# Sam Huntington
Sam Huntington (Peterborough, New Hampshire, 1982. április 1. –) amerikai színész.
Ismertebb alakításai között található Josh Levison, a SyFy csatorna Being Human – Emberbőrben című sorozatának főszereplője, valamint Jimmy Olsen a Superman visszatér (2006) című szuperhősfilmben. 2015 és 2017 között a Fox Rosewood című drámasorozatában tűnt fel visszatérő szerepben. 
Egyéb filmjei közé tartozik a Dzsungelből dzsungelbe (1997), a Detroit Rock City (1999) és a Már megint egy dilis amcsi film (2001).

## Filmográfia

### Film
| Év   | Magyar cím                      | Eredeti cím                           | Szerep               | Magyar hang     |
| ---- | ------------------------------- | ------------------------------------- | -------------------- | --------------- |
| 1997 | Dzsungelből dzsungelbe          | Jungle 2 Jungle                       | Mimi-Siku            | Simonyi Balázs  |
| 1999 | Detroit Rock City               | Detroit Rock City                     | Jeremiah 'Jam' Bruce | Markovics Tamás |
| 2001 | Már megint egy dilis amcsi film | Not Another Teen Movie                | Ox                   | Előd Álmos      |
| 2003 |                                 | Rolling Kansas                        | Dinkadoo Murphy      |                 |
| 2004 | Meleg helyzet                   | Freshman Orientation                  | Clay                 | Szvetlov Balázs |
| 2004 | Az ellenség karmaiban           | In Enemy Hands                        | Virgil Wright        | Dévai Balázs    |
| 2004 |                                 | Raising Genius                        | Bic                  |                 |
| 2004 | Ottalvós buli                   | Sleepover                             | Ren                  | Hamvas Dániel   |
| 2005 |                                 | River's End                           | Clay Watkins         |                 |
| 2006 | Superman visszatér              | Superman Returns                      | Jimmy Olsen          | Simonyi Balázs  |
| 2008 |                                 | Looking Up Dresses (rövidfilm)        | Jade Williams        |                 |
| 2009 | Fanboys – Rajongók háborúja     | Fanboys                               | Eric                 | Simonyi Balázs  |
| 2011 | Dylan Dog: Halálos éjszaka      | Dylan Dog: Dead of Night              | Marcus               |                 |
| 2013 |                                 | Three Night Stand                     | Carl                 |                 |
| 2014 | Veronica Mars                   | Veronica Mars                         | Luke Haldeman        | Előd Álmos      |
| 2015 | A nélkülözhetők                 | The Throwaways                        | Drew Reynolds        | Szatory Dávid   |
| 2016 | Kivégzési parancs               | Kill Command                          | S.A.R (hangja)       |                 |
| 2016 |                                 | Finding Sofia                         | Alex                 |                 |
| 2016 | Sully – Csoda a Hudson folyón   | Sully                                 | Jeff Kolodjay        |                 |
| 2018 |                                 | Seven Stages to Achieve Eternal Bliss | Paul                 |                 |
| 2023 | Az utolsó megálló Yuma megyében | The Last Stop in Yuma County          | David                |                 |
| 2025 | Násznaposok                     | Bride Hard                            | Ryan                 | Fehér Tibor     |

### Televízió
| Év        | Magyar cím                   | Eredeti cím             | Szerep                     | Megjegyzések                       |
| --------- | ---------------------------- | ----------------------- | -------------------------- | ---------------------------------- |
| 1996      |                              | Harvest of Fire         | Nathan Hostetler           | tévéfilm (stáblistán nem szerepel) |
| 1997      | Esküdt ellenségek            | Law & Order             | Terry Lawlor               | 1 epizód                           |
| 2004      | CSI: Miami helyszínelők      | CSI: Miami              | Justin Gillespie           | 1 epizód                           |
| 2004–2005 | Veronica Mars                | Veronica Mars           | Luke                       | 2 epizód                           |
| 2005      | CSI: New York-i helyszínelők | CSI: NY                 | Connor Mulcahy             | 1 epizód                           |
| 2007      |                              | It's a Mall World       | Dean                       | minisorozat                        |
| 2007      |                              | Two Dreadful Children   | ismeretlen szereplő hangja | tévéfilm                           |
| 2007–2008 |                              | Cavemen                 | Andy Claybrook             | 8 epizód                           |
| 2010      | Tökéletes célpont            | Human Target            | John Gray                  | 1 epizód                           |
| 2010      |                              | Glen Martin DDS         | ismeretlen szereplő hangja | egy epizód                         |
| 2011–2014 | Being Human – Emberbőrben    | Being Human             | Josh Levison               | főszereplő (52 epizód)             |
| 2012      | 13-as raktár                 | Warehouse 13            | Ethan                      | 1 epizód                           |
| 2015–2017 | Rosewood                     | Rosewood                | Mitchie Mendelson          | 24 epizód                          |
| 2017      | A Térség                     | The Expanse             | Solomon Epstein            | 1 epizód                           |
| 2017      |                              | Psych: The Movie        | Sammy                      | tévéfilm                           |
| 2018      | iZombie                      | iZombie                 | Allan Fox                  | 1 epizód                           |
| 2018      |                              | A Million Little Things | Tom                        | 3 epizód                           |

### Videójátékok
| Év   | Cím              | Szerep      |
| ---- | ---------------- | ----------- |
| 2006 | Superman Returns | Jimmy Olsen |

## Díjak és jelölések
| Év   | Díj                    | Kategória                                           | Jelölt mű                                                                   | Eredmény |
| ---- | ---------------------- | --------------------------------------------------- | --------------------------------------------------------------------------- | -------- |
| 1998 | Szaturnusz-díj         | Legjobb fiatal színész                              | Dzsungelből dzsungelbe (1997)                                               | Jelölve  |
| 2000 | YoungStar Awards       | Legjobb fiatal színész filmvígjátékban              | Detroit Rock City (1999)                                                    | Jelölve  |
| 2014 | Canadian Screen Awards | Legjobb férfi főszereplő állandó drámai főszerepben | - Being Human – Emberbőrben (2013) - ("It's a Shame About Ray" című epizód) | Jelölve  |

## Fordítás
- Ez a szócikk részben vagy egészben  a   Sam Huntington című angol Wikipédia-szócikk fordításán alapul.  Az eredeti cikk szerkesztőit annak laptörténete sorolja fel. Ez a jelzés csupán a megfogalmazás eredetét és a szerzői jogokat jelzi, nem szolgál a cikkben szereplő információk forrásmegjelöléseként.